# Drosophila flavopilosa
Drosophila flavopilosa este o specie de muște din genul Drosophila, familia Drosophilidae, descrisă de Frey în anul 1918. Conform Catalogue of Life specia Drosophila flavopilosa nu are subspecii cunoscute.